# وزير الرايخ

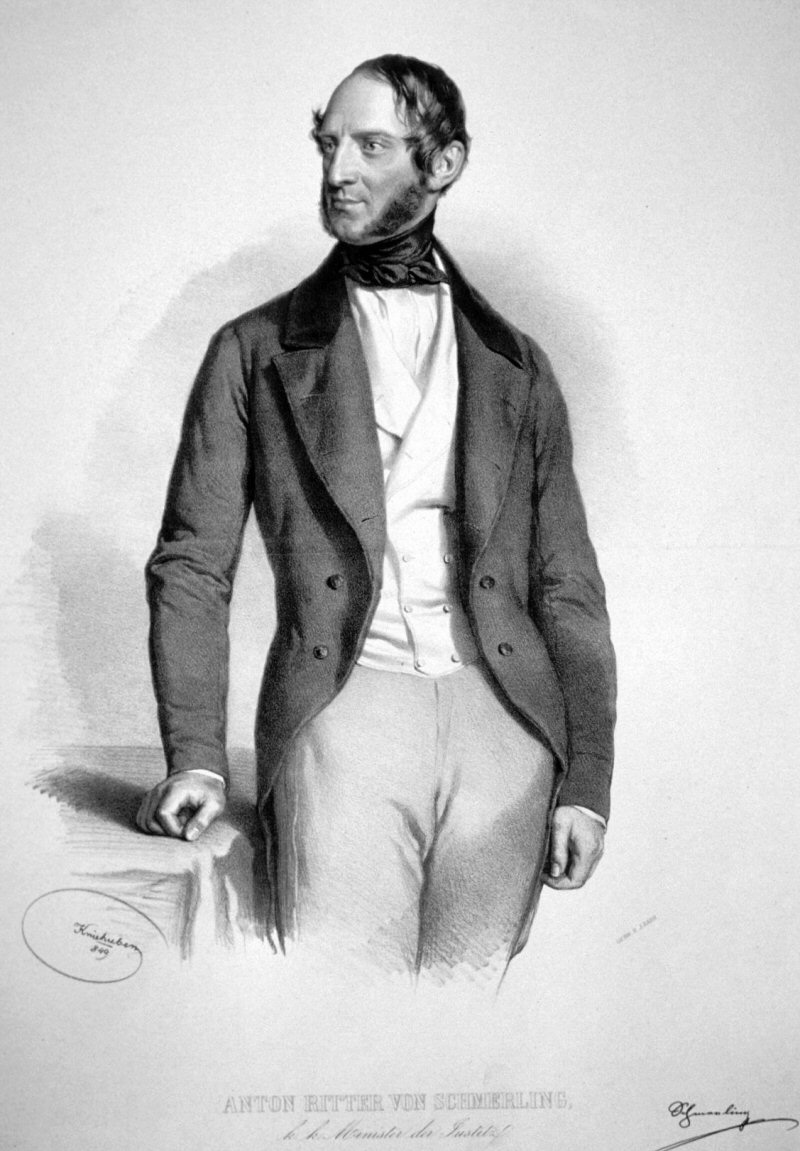
أنطون فون شيميرلينج من النمسا: في 15 يوليو 1848، كان ينتمي إلى أول ثلاثة رجال قام الرايخسفيرويزر بتثبيته كـ وزير الرايخ الألماني.

وزير الرايخ (في اللغة الألمانية المفرد والجمع؛ "minister of the realm '') كان لقب لأعضاء الحكومة الألمانية خلال فترتين تاريخيتين: خلال ثورة مارس 1848/1849 في الرايخ الألماني في تلك الفترة، وفي الألمانية الحديثة دولة اتحادية من عام 1919 حتى نهاية النظام الاشتراكي الوطني في عام 1945.
تشير كلمة Reich إلى اسم الدولة الفيدرالية الألمانية من 1871 إلى 1945: دويتشيه-رايخ. في اللغة العربية يتم ترجمتها إلى «إمبراطورية» (للفترة مع الإمبراطور)، وغالبًا ما يتم تركها دون ترجمة للوقت التالي. كان Reichsminister عضوًا في الحكومة الوطنية، ولا يجب الخلط بينه وبين عضو في حكومة واحدة من العديد من ولايات ألمانيا (ألمانيا).
الإمبراطورية الرومانية المقدسة التي كانت موجودة حتى عام 1806 لم يكن لديها حكومة حديثة وبالتالي لا يوجد وزراء.
في اللغة الألمانية، قد تشير كلمة Reichsminister في حالات نادرة إلى وزير دولة مختلفة، مثل rigsminister الدنماركية أو rijksminister الهولندية.

## ثورة 1848/1849
في عام 1848، صوت أول برلمان لكل ألمانيا، الجمعية الوطنية (أو برلمان فرانكفورت باللغة العربية) لصالح نظام دستوري مؤقت. كما قامت بتثبيت Reichsverweser كنوع من رئيس الدولة المؤقت. كان على Reichsverweser مهمة تثبيت الوزراء. على الرغم من عدم ذكرها في النظام الدستوري، عادة ما كان أحد أعضاء وزير الرايخ يحمل لقب الوزير.